# 新井耕吉郎

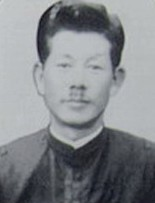
新井 耕吉郎

新井 耕吉郎（あらい こうきちろう、1904年（明治37年）2月26日 - 1946年（昭和21年）6月19日）は、日本の農業技師。群馬県利根郡東村園原（現在の沼田市利根町園原）出身(昭和42年に勲五等瑞宝章叙勲)。日本統治下の台湾において紅茶の栽培に尽力したことで知られる。その紅茶各種の研究・普及活動で台湾紅茶産業の発展に大きく寄与したことから「台湾紅茶の父」または「台湾紅茶の祖」と呼ばれている。

## 経歴
1921年、旧制沼田中学校（現在の群馬県立沼田高等学校）を卒業後、1925年、北海道帝国大学農学部農学実科を卒業。一年志願兵（幹部候補生）として歩兵第59連隊（宇都宮）で軍隊生活を送る。満期除隊後の1926年に台湾に渡り台湾総督府中央研究所平鎮茶業試験支所に助手として赴任。各地の茶畑の土壌や気候の調査などに参画する中で中部南投県にある日月潭湖畔の水社村貓囒山の中腹・海抜800ｍ付近一帯が紅茶の一大産地になることを確信し、1936年、ここに魚池紅茶試験支所（現在の茶業改良場魚池分場）を開設して、紅茶の栽培を開始する。1941年には技師兼日本人最後の支所長になる。時まさに太平洋戦争下の過酷な条件の中ではあったが、中央研究所で培った実績と経験を生かして独自の「台湾紅茶」を作り上げるべく研究を進めた。1945年、終戦により台湾が国民政府に接収されると、新井も支所長職を陳為禎に譲るも、台湾への熱い思いゆえに妻と娘を日本に帰し、自らは技師としてそのまま留まることを選んだ。しかし、時を置かずして翌年マラリアにより死去。42歳没。
1949年、後を継いだ陳は新井の功績を偲び、茶園に記念碑を建立、従業員たちは台湾紅茶の開祖および貓囒山の守護神としてこれを尊び定期的に参拝するようになる。
台湾紅茶は「渋みを抑えたまろやかな味」で1960年代まで隆盛を極めたが、70年代に粗悪品が出回り始め、80年代には市場から姿を消した。ところが1999年に台湾大地震が発生、震災の復興策として紅茶の生産がとらえられる中で、長年知る人ぞ知る存在であった新井の存在が脚光を浴びるようになってきた。

## 胸像と記念碑
2007年秋、茶業改良場魚池分場に立ち寄った台湾の大手電子産業奇美グループ総帥の許文龍は、新井の功績に感銘を受けて4体の胸像を作り、現地の資料館や博物館、日本の遺族らに寄贈した。このうち親族の墓地にあった胸像と記念碑は進入路が狭かったことなどから、薗原ダムを望む園原運動公園に移設されるとともに、遺族から沼田市に寄贈され2022年4月13日に移転除幕式が行われた。

## エピソード
- 釣りや囲碁などを趣味としていた[3]。
- 日月潭は台湾を代表する観光名所であり、貓囒山歩道も「紅茶の故郷」として整備され、親しまれている。